# 沙法威·拉昔
沙法威·拉昔（1997年3月5日—）是一名马来西亚足球运动员，現被馬來西亞超級足球聯賽球会柔佛DT外借至登嘉楼，同时也代表馬來西亞國家足球隊。他主要踢中场，但有时也会踢前鋒。

## 俱乐部生涯

### 早年
沙法威于2011年正式加入T-Team青年队，开始其职业生涯，并在2015年升至一线队。

### 柔佛DT
2016年12月柔佛DT宣布沙法威已经同意签约转会至柔佛DT。
2017年2月7日，沙法威代表俱乐部参加亚足联冠军联赛附加赛，对阵大阪飛腳但该比赛以0比3不敌对手。2017年1月27日，沙法威以替补替换球员在马来西亚超级足球联赛对阵费尔达联中首次代表俱乐部登场首发，该场比赛以3比1获胜。
2017年7月15日，沙法威在马超联赛对阵砂拉越取得联赛进球，赛季结束后他随着队伍获胜马超联赛和马来西亚杯冠军。
2018年3月17日，在马来西亚足总杯对阵玛拉大学的第三轮比赛中，以3比2击败对手，取得职业生涯首个帽子戏法。

### 樸迪莫倫斯
2020年，沙法威将以租借的方式加盟葡萄牙超级足球联赛俱乐部樸迪莫倫斯为期一年。

## 国家队生涯
沙法威于2016年国家杯中首次在马来西亚U22足球队亮相。2016年8月，他加入馬來西亞國家足球隊对阵印度尼西亚。
2017年11月10日，他在2019年亞足聯亞洲盃外圍賽中对阵朝鲜队，第一次在国际赛事中进球。
2018年11月，沙法威被召入馬來西亞國家足球隊，参与2018年東南亞足球錦標賽，他在比赛最后一回合对阵越南，踢进一球。